# Койву, Микко
Ми́кко Са́кари Ко́йву (фин. Mikko Sakari Koivu; род. 12 марта 1983, Турку) — финский хоккеист, центральный нападающий. В настоящее время — тренер. Чемпион мира 2011 года и двукратный призёр Олимпийских игр в составе сборной Финляндии. Младший брат хоккеиста Саку Койву.

## Биография
Значимую часть карьеры (15 лет) в НХЛ играл за «Миннесоту Уайлд», причём, начиная с сезона 2009/10, являлся капитаном команды. Сезон 2019/20 оказался последним для Микко в стане «Миннесоты» — клуб не продлил с ним контракт.
Вплоть до 2012 года Койву возвращался с медалями со всех крупнейших международных соревнований (включая юниорские и молодёжные чемпионаты мира), в которых участвовал — их было одиннадцать, включая два олимпийских турнира и один розыгрыш Кубка мира. Эта серия прервалась на домашнем для финнов чемпионате мира 2012 года, где хозяева остались лишь четвёртыми.
10 октября 2020 года подписал годичный контракт с «Коламбус Блю Джекетс» на сумму $ 1,5 млн. Однако уже 10 февраля 2021 года завершил карьеру.

## Статистика
| Легенда | Легенда                    | Легенда | Легенда                   | Легенда | Легенда    |
| ------- | -------------------------- | ------- | ------------------------- | ------- | ---------- |
| И       | Количество проведённых игр | Штр     | Штрафное время            | +/−     | Плюс-минус |
| Г       | Голы                       | П       | Голевые передачи          | О       | Очки       |
| -       | Статистика неизвестна      | —       | Статистика не учитывалась |         |            |